# مارث جوستيلي
مارث جوستيلي (22 ديسمبر 1917 - 7 أبريل 2017) هي ناشطة سياسية سويسرية في حق الاقتراع للمرأة. قادت النضال من أجل حق المرأة في التصويت لمدة ثلاثين عامًا في سويسرا ثم ركزت اهتمامها على الحفاظ على تاريخ المرأة السويسرية. من خلال إنشاء أرشيف للسير الذاتية للمرأة وتاريخها؛ اُعتُرِفَ بعمل غوستيلي بالعديد من الأوسمة والجوائز بما في ذلك جائزة حقوق الإنسان السويسرية لعام 2011.

## حياتها
وُلدت مارثي جوستيلي في 22 ديسمبر 1917 في Worblaufen (المعروفة الآن باسم إيتيجن) بسويسرا لوالدها جوانا إيدا (ني سالزمان) وإرنست جوستيلي. أكملت تدريبًا تجاريًا وحصلت على دورات لغة في الجزء الناطق بالفرنسية من سويسرا وفي لندن توفي والد جوستيلي وترك زوجته مسؤولة عن التركة. بمساعدة بناتها تمكنت النساء من الاحتفاظ بمزرعة الأسرة والحفاظ عليها ، لكن غوستيلي أدركت كيف أثر عدم المساواة عليهن، وانضمت إلى الحركة النسوية في عام 1940.
خلال الحرب العالمية الثانية عملت جوستيلي في خدمة البث في زمن الحرب لأركان الجيش. بعد الحرب بين عامي 1949 و 1953 ومرة أخرى من 1955 إلى 1962 ترأست قسم الأفلام في دائرة المعلومات في سفارة الولايات المتحدة في برن.  في منتصف الستينيات حولت تركيزها الكامل نحو حركة المرأة. أصبحت غوستيلي رئيسة لجمعية حق المرأة في التصويت برن عام 1964. كتبت كتيبات وذهبت من باب إلى باب في محاولة لإدخال المساواة بلطف. وبدلاً من المطالبة بالحقوق ركز نهج غوستيلي على زيادة مشاركة المرأة في مجتمعاتهن، لأنها كانت تخشى أن تتم مقاومة مطلب من قبل عملية الاستفتاء التي يشارك فيها الذكور فقط. بعد أربع سنوات أصبحت نائبة رئيس اتحاد الجمعيات النسائية السويسرية (BSF) والمعروفة الآن باسم Alliance F.  أصبحت جوستيلي رئيسة مجموعة عمل اتحاد الجمعيات النسائية السويسرية للحقوق السياسية للمرأة في عام 1970  واستهدفت النساء استفتاء عام 1971 وشاركن في لجان مختلفة  والمناقشات. أخيرًا في 7 فبراير 1971، منح ثلثا الرجال المصوتين في سويسرا المرأة حق التصويت على المستوى الوطني.
سرعان ما تحولت المعركة إلى أوجه عدم مساواة أخرى: الحق في إدارة حساباتهم المصرفية الخاصة والمساواة في الأجور وإجازة الأمومة وغيرها من قضايا المرأة. ركزت غوستيلي اهتمامها على الحفاظ على تاريخ الحركة لكن محاولتها الأولى لإنشاء أرشيف لتاريخ المرأة باءت بالفشل. في عام 1982 نجحت في إنشاء مؤسسة جوستيلي للحفاظ على تاريخ المرأة في سويسرا وحمايته. بدءًا من مجموعة حكومية من أعمال القرن التاسع عشر بما في ذلك الكتب والكتيبات والمجلات أضاف جوستيلي إلى المجموعة بتبرعات خاصة من المنظمات والأفراد. فهرسة البيانات وإضافتها إلى شبكة المعلومات الخاصة بالأرشيف الألماني السويسري، نمت المجموعة لتصبح مكتبة واسعة والتي تتضمن مواد تاريخية وسيرة ذاتية عن الرواد والمنظمات.  في يناير 2014 عن عمر ناهز 96 عامًا تقاعد جوستيلي من الأرشيف. توفيت في 7 أبريل 2017 عن عمر ناهز 99 عامًا.